# K'Lavon Chaisson
K'Lavon Chaisson (Houston, Texas, 25 de julio de 1999) es un jugador profesional estadounidense de fútbol americano que se desempeña en la posición de linebacker en Las Vegas Raiders, equipo de la National Football League (NFL).

## Carrera
Fue seleccionado en la primera ronda en la Reunión Anual de Selección de Jugadores de la NFL de 2020. Hizo su debut profesional con el equipo Jacksonville Jaguars, donde lleva jugando cuatro temporadas.